# Донцдорф
Донцдорф (нім. Donzdorf) — громада в Німеччині, знаходиться в землі Баден-Вюртемберг. Підпорядковується адміністративному округу Штутгарт. Входить до складу району Геппінген.
Площа — 39,82 км2. Населення становить 10 587 ос. (станом на 31 грудня 2020).